# Каменная Горка (Минск)
Ка́менная Горка (бел. Каме́нная Горка) — микрорайон на северо-западе Фрунзенского района Минска.

## История
В 2004 году территория нынешнего района была включена в состав Минска. В 2005 году достроили станцию метро «Каменная Горка».
С 2008 года район начал застраиваться.
Обычная схема застройки:
1. сперва идёт массовая застройки «социальным» жильём (для малоимущих, нуждающихся в улучшении жилищных условий, инвалидов-колясочников и т. п.)
2. затем идёт инфраструктура (школы и детские сады, спортивные сооружения и поликлиники, гипермаркеты)
3. после появляются коммерческие застройщики. [источник не указан 4857 дней]

Проектировка — «Минскпроект».
Планируется ввод 10 жилых домов для проживания инвалидов-колясочников)
К 2015 году планировалось завершение застройки.
Планировалось возведение небольших двухуровневых парковок на 39 машин из лёгких металлоконструкций.

## Состав
Каменная горка-1, Каменная горка-2, Каменная горка-3, Каменная горка-4, Каменная горка-5, Парк им. Уго Чавеса.
У северных границ захватывает часть исторической Масюковщины, граничит с Центральным районом. У южных границ района, за МКАДом находится коттеджный посёлок Тарасово, ближе к Каменной Горке-3, уже находится агрогородок Ждановичи.
Границы микрорайона проходят по улицам Колесникова, Кунцевщина, Притыцкого, рынком в Ждановичах и МКАД. Каменная горка граничит со следующими микрорайонами: Красный Бор, Кунцевщина, Запад (прямой границы нет), Домбровка, Масюковщина, Лебяжий. Со стороны МКАДа граничит с коттеджными посёлками Тарасово и Ждановичи.

## Парки
- Парк, названный в честь умершего президента Венесуэлы, Уго Чавеса.

## Транспорт
- Метро: Каменная Горка
- Городская электричка: Станция Лебяжий.

В микрорайоне расположено 2 диспетчерские станции: ДС Кунцевщина и ДС Каменная Горка-5, одно разворотное кольцо: РК Люцинская.
Автобусные и троллейбусные маршруты связывают Каменную Горку как с соседними и близлежащими микрорайонами (Кунцевщина, Красный Бор, Запад, Домбровка, Медвежино, Масюковщина и Сухарево) и центром города, так и с довольно отдалёнными районами города (Малиновка, Юго-Запад, Петровщина, Михалово, Курасовщина, Комаровка и др.).

## Интернет-провайдеры
- Flynet
- Atlant Telecom
- Solo
- MTS

## Магазины
В пределах микрорайона:
- Супермаркет «Виталюр» (Казимировская ул., 35)
- Гипермаркет «Корона» (Каменногорская ул., 3)
- ТЦ «Квадро» (Налибокская ул., 36)
- Гипермаркет «Green» (в Green City)
- Универсам «Санта» (Каменногорская ул.)
- ТЦ «Караван» Соседи
- Универсам «Mart Inn» (по ул. Казимировской)
- Гипермаркет «Евроопт» (ул. Казимировская, 6)

Также множество магазинов сетей: «Евроопт», «Соседи», Радзивиловский, Белмаркет и т. д.
Возле границ микрорайона:
- Строительный гипермаркет «Материк» (Притыцкого ул., 101);
- Мебельный гипермаркет «Домашний очаг» (Матусевича ул., 35);
- Универсам «Санта» (ул. Брикета,2);
- Универсам «Mart Inn» (Притыцкого ул., 144);
- Универсам «Дионис» (Матусевича ул., 75).
- ТЦ «Бонус» (В. Голубка ул., 2)
- ТЦ «Каменная горка» (в переходе станции метро «Каменная Горка»)
- Супермаркет «Алми» возле станции метро «Каменная Горка»

## Образование
- Детские сады:

- Детский сад № 29
- Детский сад № 44
- Детский сад № 100 «Академия детства»
- Детский сад № 108
- Детский сад № 192
- Детский сад № 211
- Детский сад № 250
- Детский сад № 285

- Школы:

- Гимназия № 43
- Средняя школа № 42
- Средняя школа № 56
- Средняя школа № 59
- Средняя школа № 49

- Колледжи и ВУЗы:

1. Частное учреждение образования «Колледж бизнеса и права»

## Здравоохранение
- Детская поликлиника № 4. Согласно имеющимся данным — самая большая детская поликлиника в стране.
- Подстанция городской станции скорой медицинской помощи (улица в. Голубка, 3)
- Поликлиника № 26
- Поликлиника № 40

## Спорт
- Бассейн в СШ № 59 (5 водных дорожек по 50м)
- Бассейн в СШ № 56 (5 водных дорожек по 50 метров)
- Фитнес-клуб «Алиса Стар» (ул. Нёманская, 7)
- Физкультурно-спортивный клуб «Олимпик» (ул. Неманская, 22)
- Спортивный Клуб К-2 (ул. Лидская, 22)
- Фитнес-клуб «Фабрика» (ул. Нёманская 47 — магазин Mart Inn, вход со двора, 3й этаж)
- Физкультурно-спортивный клуб «Физ-культура» (ул. Нёманская, 67)